# Marie-Nicole Lemieux
Marie-Nicole Lemieux (Dolbeau-Mistassini, Quebec, 26 de juny de 1975) és una contralt quebequesa. La seva veu és admirada per la seva riquesa, calidesa i ressonància i per la seva expressivitat i ús de molts tons diferents.